# 塞巴斯蒂安·舒尔特
塞巴斯蒂安·舒尔特（德語：Sebastian Schulte，1978年12月13日—），德国男子赛艇运动员。他曾代表德国参加世界赛艇锦标赛，获得一枚金牌、二枚银牌和二枚铜牌。他也参加了2004年夏季奥运会。